# Félicien Vervaecke
Félicien Vervaecke (* 11. März 1907 in Dadizele; † 31. Oktober 1986 in Brüssel) war ein belgischer Radrennfahrer.
Félicien Vervaecke war Profi-Rennfahrer von 1930 bis 1939. Seine größten Erfolge errang er bei der Tour de France. 1934 wurde er Vierter der Gesamtwertung, 1935 Dritter und gewann die Bergwertung. 1936 belegte er erneut Rang drei in der Gesamtwertung und gewann eine Etappe, 1937 siegte er in der Bergwertung zum zweiten Mal. 1938 wurde er Zweiter der Tour, Zweiter der Bergwertung, gewann vier Etappen und trug acht Tage lang das Gelbe Trikot.
1934 war Vervaecke der erste Belgier, der eine Etappe des Giro d’Italia gewann. 1939 wurde er belgischer Vizemeister in der Einerverfolgung auf der Bahn. Außerdem gewann er eine Reihe kleinerer Rennen.
Félicien Vervaecke war der jüngere Bruder des Radrennfahrers Julien Vervaecke. Nach dem Ende seiner Radsportlaufbahn eröffnete er ein Fahrradgeschäft in Brüssel, und er war der erste Manager von Eddy Merckx.